# 올버니 국제공항
올버니 국제공항(영어: Albany International Airport, IATA: ALB, ICAO: KALB)은 미국 뉴욕주 콜로니 마을에 위치한 공항이다. 2018년 기준 연간 약 140만 명의 승객이 비행기에 탑승한다. 올버니에서 북서쪽으로 11 km (7 miles) 떨어진 곳에 자리해 있다.

## 역사
1928년에 당시 올버니 시장이었던 존 보이드 대처 2세의 주도 하에 현재 위치에 설립되었으며, 1929년에 여객 서비스를 처음으로 시작했다. 메인터미널은 1962년에 지어졌고, 마지막 주요 개보수공사는 1998년에 이루어졌다.
2019년 11월 앤드루 쿠오모 주지사가 참석한 가운데 올버니국제공항 교통회랑(Albany International Airport Transportation Corridor) 및 새로운 진입로 (3번 출구, 4번 출구, 5번 출구) 리본 커팅 행사를 가졌다. 이는 공항을 현대화하기 위한 뉴욕주 정부의 7,210만 달러 투자의 핵심 요소이자, 올버니 공항을 변화시킬 두 개의 주요 후원 프로젝트 중 하나로 지목되었다. 공항 교통회랑 프로젝트는 원래 2020년의 목표일보다 1년 전에 당초 예산 이하의 비용으로 완료되었다. 해당 진입로에 대한 논의는 50년보다 오래 전인 애디론댁 노스웨이 (Adirondack Northway) 완공 전부터 이루어졌으나, 최근 몇 년 전에서야 프로젝트가 실제로 착수되었다.

## 운항 노선
| 항공사            | 목적지 |
| ----------------- | --- |
| 얼리전트 항공     | 올랜도/샌포드, 푼타 고다, 서배너/힐튼 헤드, 세인트피트/클리어워터 계절편 : 머틀 비치                       |
| 아메리칸 항공     | 시카고(오헤어), 필라델피아, 워싱턴(내셔널)                                                                 |
| 델타 항공         | 애틀랜타 국제공항, 디트로이트, 미니애폴리스/세인트폴                                                       |
| 프론티어 항공     | 계절편 : 덴버, 포트 마이어스, 올랜도, 롤리/더럼                                                            |
| 제트블루 항공     | 포트로더데일, 올랜도                                                                                       |
| 사우스웨스트 항공 | 볼티모어, 시카고(미드웨이), 올랜도, 탬파 국제공항 계절편 : 덴버, 포트로더데일, 포트 마이어스, 라스베이거스 |
| 유나이티드 항공   | 시카고(오헤어), 뉴어크, 워싱턴-덜레스                                                                      |

## 연계 교통

### 철도 교통
- 스케넥터디 역 - 16 km (10마일)
- 올버니-렌셀러 역 - 22.5 km (14마일)

## 같이 보기
- 스케넥터디 카운티 공항